# Madison Square Garden
Madison Square Garden (często nazywany MSG lub The Garden) – hala sportowo-widowiskowa w Nowym Jorku w Stanach Zjednoczonych. Znajduje się na Manhattanie (strefa Midtown Manhattan), między siódmą a ósmą aleją i 31. i 33. ulicą, przy stacji kolejowej Pennsylvania Station. Hala należy do spółki The Madison Square Garden Company, która jest również właścicielem dwóch manhattańskich teatrów, Radio City Music Hall i Beacon Theatre. Odbywają się tu mecze koszykówki, hokeja na lodzie, jak również walki bokserskie i liczne koncerty. Madison Square Garden użytkują New York Knicks (liga koszykarska NBA), New York Rangers (liga hokejowa NHL) i New York Liberty (liga koszykarska kobiet WNBA). Madison Square Garden został otwarty w 1968 roku jako pierwsza sportowa arena w Nowym Jorku, a obecnie jest jedną z najczęściej wynajmowanych hal na świecie.

## Historia
Madison Square Garden, otwarty 11 lutego 1968, jest czwartym obiektem pod tą nazwą. Wcześniejsze hale wybudowano kolejno w 1879, 1890 i 1925 roku, a ostatnią z nich zamknięto w 1968. Obecna hala znajduje się nad stacją kolejową New York Pennsylvania Station. Budynek zaprojektował Charles Luckman, odpowiedzialny również między innymi za Theme Building w porcie lotniczym Los Angeles i halę Kia Forum w Inglewood w Kalifornii. Koszt budowy to 123 mln dolarów. W 1991 roku przeznaczono 200 mln dolarów na renowację. W 2011 rozpoczęła się kolejna, której zakończenie planowane jest na rok 2013.

## Koncerty
- Justin Bieber
- The Rolling Stones
- Mariah Carey
- L’Arc-en-Ciel
- Madonna
- Jimi Hendrix
- Deep Purple
- John Lennon
- Bob Dylan
- Boston
- Elvis Presley
- Eric Clapton
- AC/DC
- Metallica
- Kiss
- Guns N’ Roses
- Linkin Park
- Pearl Jam
- Miley Cyrus
- Ariana Grande
- Jethro Tull
- Mark Knopfler
- Judy Garland
- Coldplay
- Red Hot Chili Peppers
- Bon Jovi
- Duran Duran
- Elton John
- Depeche Mode
- Iron Maiden
- Led Zeppelin
- Queen
- U2
- Sting
- Tina Turner
- Britney Spears
- Rihanna
- Gorillaz
- Michael Jackson
- Lady Gaga
- Justin Timberlake
- Michael Bublé
- Eminem
- Dream Theater
- Alice in Chains
- Scorpions
- Swedish House Mafia
- Demi Lovato
- Judas Priest
- Rammstein
- Jay-Z
- Green Day
- Arctic Monkeys
- Armin van Buuren
- Above & Beyond
- X Japan
- One Direction
- 5 Seconds of Summer
- Twenty One Pilots
- Halsey
- Shawn Mendes
- Adele
- Hardwell
- Harry Styles
- Kanye West
- Travis Scott
- Dua Lipa

## Użytkownicy
- od 1968: New York Knicks (NBA)
- od 1968: New York Rangers (NHL)
- 1988: New York Knights (AFL)
- 1997–2002: New York City Hawks (AFL)
- od 1997: New York Liberty (WNBA)
- od 2007: New York Titans (NLL)

## Wydarzenia

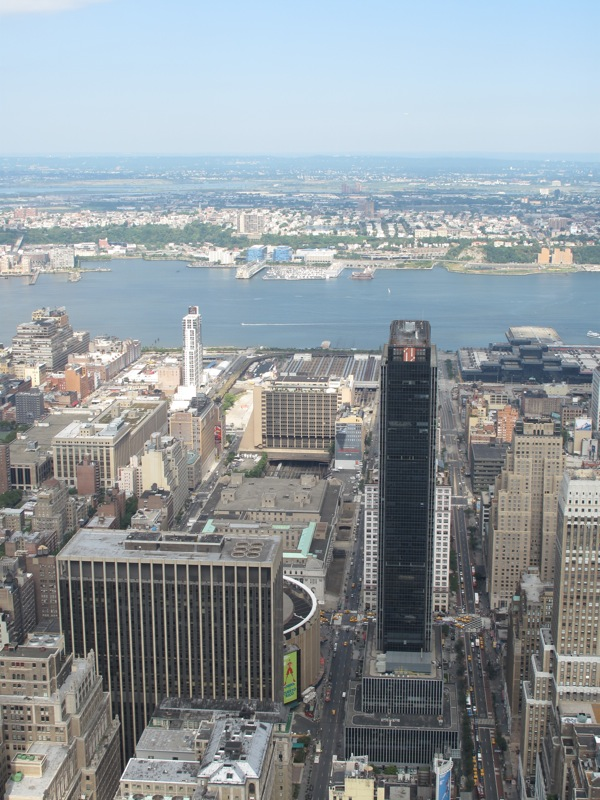
One Penn Plaza (czarny budynek), Madison Square Garden i Two Penn Plaza (L)

- 1914–2011: w hali rozgrywany był rokrocznie prestiżowy mityng lekkoatletyczny Millrose Games[2][3][4]
- 11 lutego 1968: Bing Crosby jako gwiazda wieczoru wystąpił w hali z okazji jej otwarcia, towarzyszył mu m.in. Bob Hope[5]
- 1979: wizyta papieża Jana Pawła II
- 1985: pierwsza w historii wrestlingu Wrestlemania
- 1994: wygrana zespołu NHL New York Rangers w 54. Pucharze Stanleya
- 2006: wygrana Władimira Kliczki w walce z Calvinem Brockiem i zdobycie mistrzostwa organizacji IBF i IBO
- 2011, 2013: ceremonia WWE Hall of Fame 2011 i 2013
- Madonna dała tu 31 koncertów, w całości wyprzedanych. Występowała w hali w 1985, 1987, 1993, 2001, 2004, 2006, 2008, 2012 i 2015 roku.
- 21, 22 lutego 2011: odbyły się 2 koncerty Lady Gagi w ramach trasy koncertowej The Monster Ball Tour, z których został nagrany przez telewizję HBO, dokument pod tytułem Lady Gaga Presents the Monster Ball Tour: At Madison Square Garden. Zawiera on pełny zapis z koncertu oraz zdjęcia zza kulis.
- 18 czerwca 1984 odbył się koncert heavymetalowego zespołu Judas Priest. W czasie koncertu widzowie zdemolowali prawie całą salę, wyrywając siedzenia, pianki i umocnienia, domagając się bisu. Szkody zostały ocenione na ponad 0,5 mln dolarów, a Judas Priest otrzymał dożywotni zakaz grania w hali.
- Bilety na koncert Justina Biebera sprzedały się w 22 minuty.
- 25 września 2015: msza pod przewodnictwem papieża Franciszka
- 29 stycznia 2018: 60. ceremonia wręczenia nagród Grammy

## Galeria

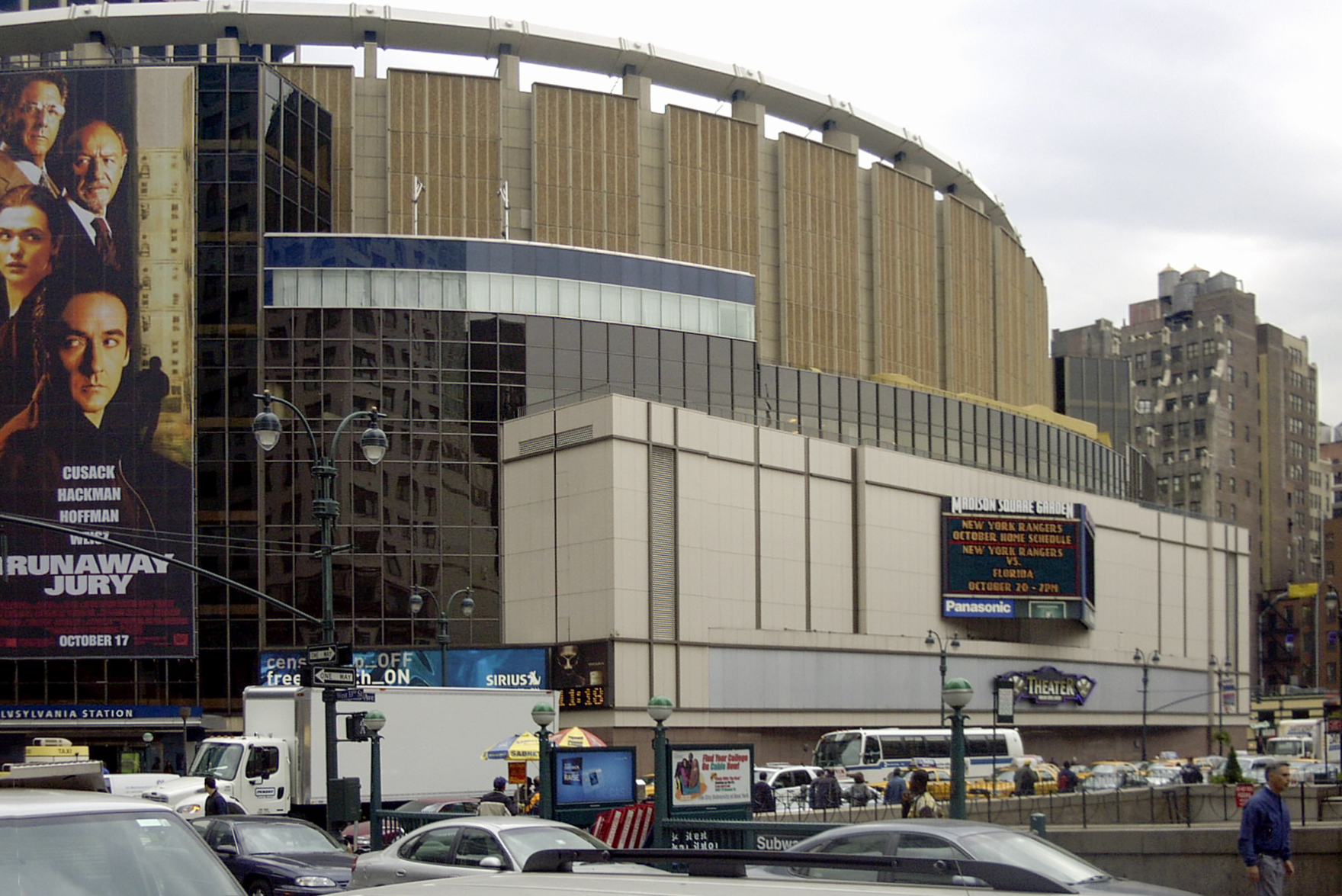
Obiekt w 2003 roku
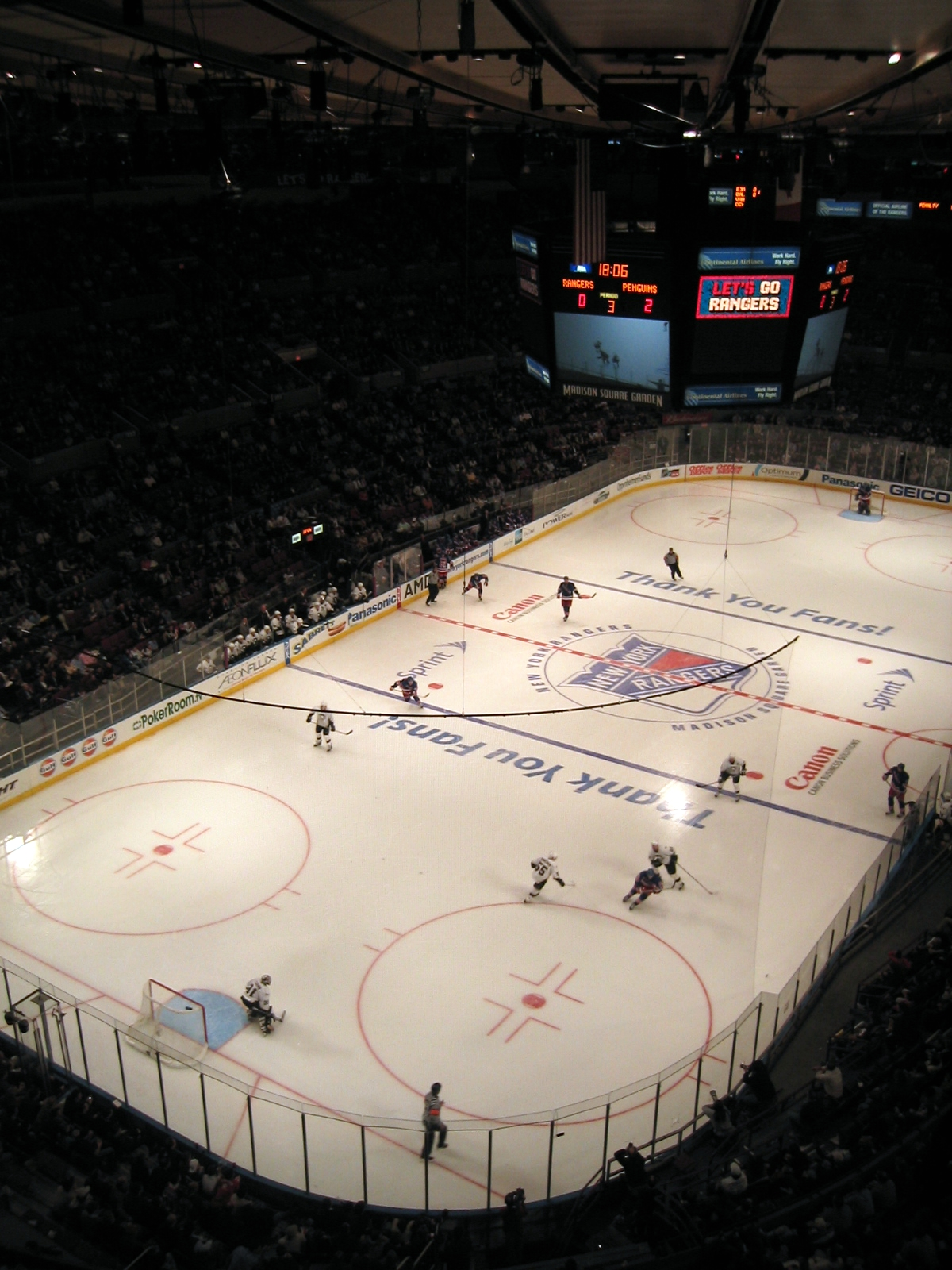
Mecz NY Rangers i Pittsburgh Penguins (2005)
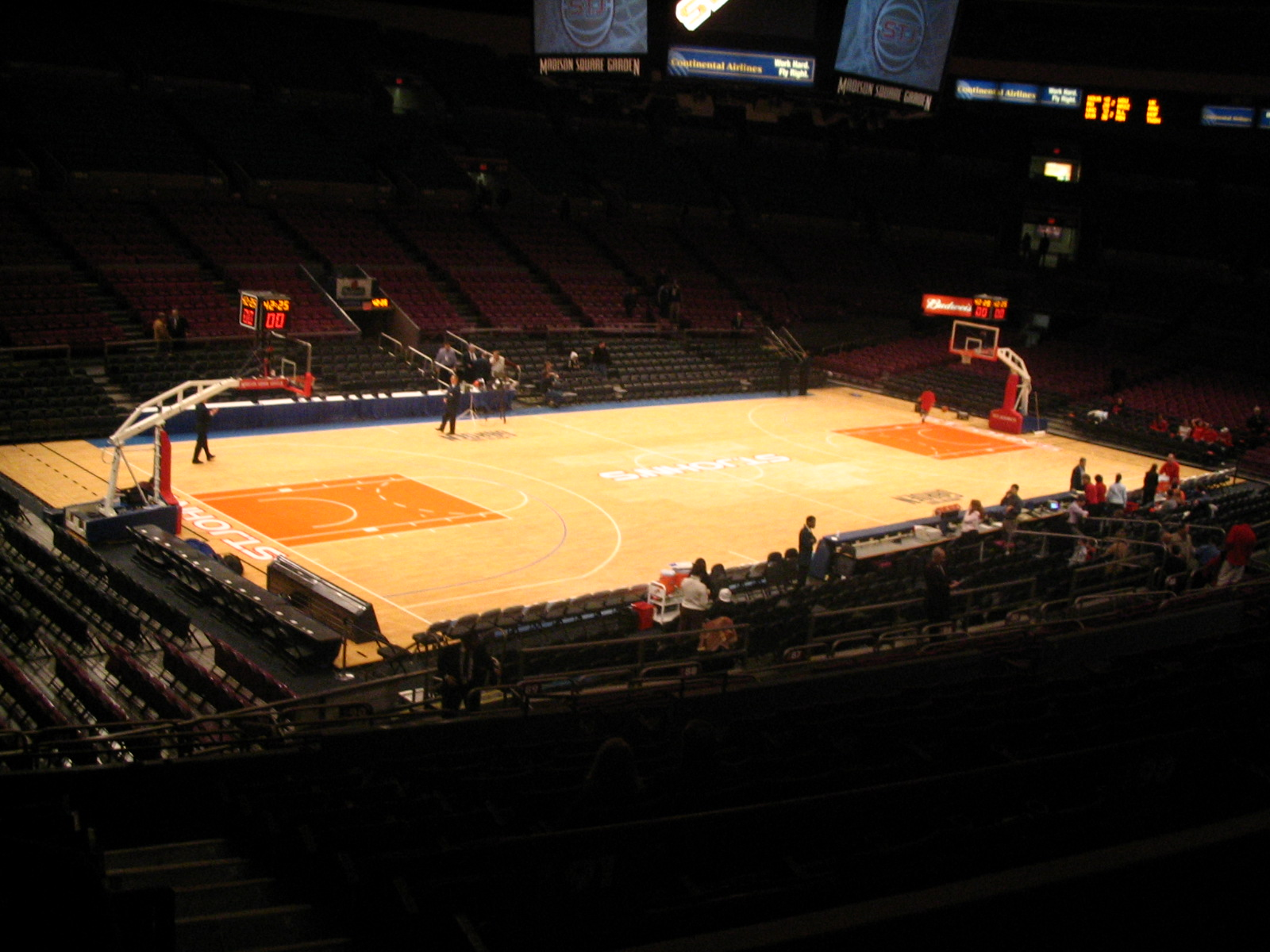
Wnętrze nowojorskiej areny
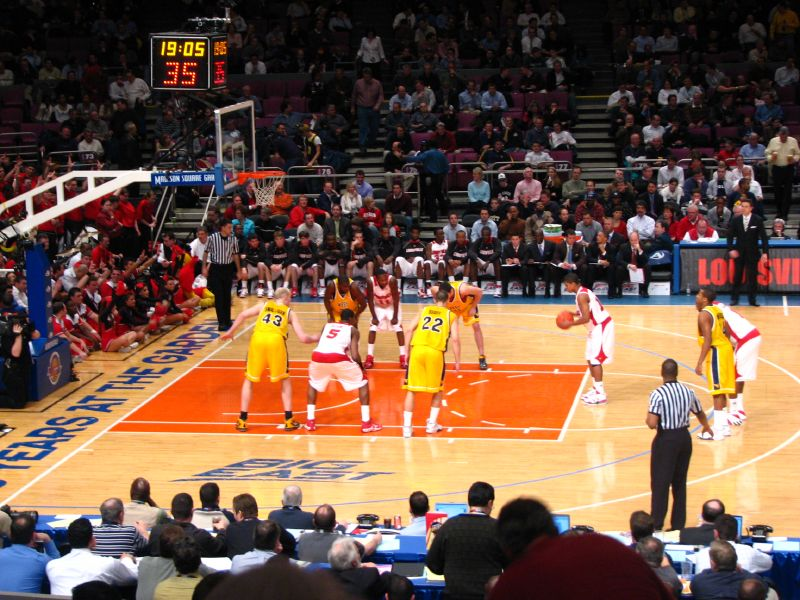
Mecz Louisville Cardinals i West Virginia Mountaineers (2007)